# Peter Belli
Peter Belli (født Georg Peter Brandt 19. juni 1943 i Kiel, død 8. juni 2023) var en dansk sanger og skuespiller. Han udgav en lang række soloudgivelser og havde særligt succes med dansktop. Han medvirkede desuden i adskillige film og tv-serier, heriblandt Ugeavisen og TAXA samt lagde stemme til flere tegnefilm, heriblandt orangutangen Louie i Luftens Helte.

## Karriere

### Pigtrådsmusik og Les Rivals
Peter Belli debuterede 1959 i "Café Nyhavn 41", som sanger i bandet "Trefters", der havde navn efter stifteren John Trefter. Sammen vandt de i 1960 vandt de årets Pop Melodi Grand Prix.
En dag hørte Belli bandet Les Rivals på Dyrehavsbakken ved Klampenborg, udenfor København. Han gik op til dem og lagde en seddel med teksten: "Hvis I nogensinde skal have en ny sanger, så det her Danmarks bedste, værsgo." Sedlen startede på mange måder Bellis egentlige karriere. Les Rivals egen sanger kunne ikke tage med på en 14-dages turné til Nibe for sine forældre, og så trådte Belli til. Efterfølgende blev Les Rivals med Peter Belli som sanger et populært orkester på Place Pigalle på Dyrehavsbakken, og da stedet lukkede for vinteren, åbnede Hit House på Frederiksberg i København den 1. september 1964, hvor Les Rivals blev hyret til at spille i 4 måneder. Musikken blev kaldt pigtrådsmusik, da flere mente, at guitarerne støjede.
I Hit House mødte Les Rivals Jørgen Adrian, som blev bandets impresario, hvorefter der for alvor kom gang i Les Rivals karriere. De plade-debuterede i december med singlen "Move On". Derefter fulgte koncertturné til Finland i 1965 og til Skotland. Navnet blev ændret til Peter Belli & Les Rivals (ofte kaldt Peter Belli og Rivalerne). De blev kaldt Danmarks svar på The Beatles, og var blandt andre opvarmningsband ved danske koncerter med The Kinks og The Rolling Stones. Efter nogle kontroverser blev Peter Belli & Les Rivals dog opløst i 1965, men året efter blev de gendannet og indspillede Thøger Olesens danske version af The Kinks’ "A well respected man", som på dansk blev til "Helt igennem respektabel". Dette blev begyndelsen på et langvarigt samarbejde mellem Peter Belli og Thøger Olesen, der blandt andet indholdt den udødelige evergreen "Ulven Peter", som hang ved som Peter Belli som kælenævn.

### Hashsagen
I 1966 kom der et bump på vejen. Peter Belli blev lettere ufrivilligt involveret i en sag om hash, da et ungdomsblad beskyldte ham for, at have solgt hash til en fynsk skolepige, hvilket han dementerede i radioen (dengang var der kun landsdækkende DR som radio). I udsendelsen indrømmede han dog, at han selv havde prøvet at ryge hash. Efter en koncert i Studenterforeningen i juli blev Belli og de øvrige "Rivaler" anholdt. Belli endte med at komme 30 dage i fængsel i Kolding Arresthus. Han skrev senere i sin biografi, Jeg er som jeg er: "Jeg er den eneste dansker nogensinde, som har fået en dom for at ryge hash. Hverken før eller efter dommen på 30 dages hæfte, er en dansker blevet spærret inde blot for at have røget hash."

### Dansktop
Peter Belli dannede i 1967 et nyt band, Peter Belli og B.B. Brothers, men det gik ikke rigtig. Sideløbende havde havde han etableret gruppen Four Roses, som han sammed med frem til 1969 udgav singlepladerne, "The Girl That Stood Beside Me/I Don't Want To Love You", "Hvis jeg nu var arbejdsløs/Jeg er din dengse i nat" og dansk udgave af Beatles-numrene "Ob-la-di, ob-la-da/Bungalow Bill". Four Roses var navnet på Bellis yndlings whisky.
Op gennem 1970'erne og 80'erne kom Peter Bellis pladeudgivelser mere i den bløde stil, blandt andet med numre som "Teddybjørn", "Bedste" og "Ingen Regning", sidstnævnte med dansk tekst af Kurt Thyboe, som oversatte flere sange til Belli. Han deltog også tre gange i Dansk Melodi Grand Prix, det var i 1982, 1989 og 1996.

### Cirkus, film, teater og Tv
I 1984 blev Peter Belli og ansat som sprechstallmeister i Benny Berdinos Cirkus Arena i to sæsoner. Derefter fulgte 10 år TV-bingo på Kanal 2. Samtidig spillede Belli rollen som Arne i Danmarks Radios tv-serie "Ugeavisen" og "TAXA". Han medvirkede desuden i filmene "Flyvende farmor" og "Den dobbelte mand". Belli har desuden lagt stemme til flere figurer i animationsfilm, blandt andre Rafiki i den danske udgave af "Løvernes Konge". Han medvirkede også i flere teaterforestillinger, blandt andet på Nørrebros Teater.

### Tilbage til rockmusikken
I 1989 begyndte Peter Belli at vende blikket tilbage mod rock, blandt andet med en dansk version af Travelling Wilburys "Handle with care", der blev til "En at bli’ som" med bandet Hobo-ekspressen, som foruden Belli bestod af Johnny Madsen, Nanna og Billy Cross. Siden fulgte bandet De nye Rivaler i 1991, der blandt andet spillede han på Roskilde Festival. Det blev til adskillige pladeudgivelser med både nye numre og nyfortolkninger af tidligere indspilninger.
I 1992 modtog Peter Belli en Grammy som "årets sanger". I 2003 blev han atter hædret med IFPIs ærespris ved Danish Music Awards for en god og lang karriere i musikkens tegn. på trods af mange udgivelser, har Belli kun skrevet to numre selv, de er henholdsvis "Roll Over Beatles" og et nummer, som Peer Frost er krediteret for, "Should I Ever Love Again".
Peter Belli holdt 50-års jubilæumskoncert i Pumpehuset i 2009 med et kopiband af de gamle The Cliffters, som var kendt sammen med Johnny Reimar.

## NavnetBelli
Peter Belli var ikke i familie med Belli-cirkusslægten. Belli-navnet stammer fra hans stedfar, Maximilian Aloysius Belli, kaldt Fritz, som hans mor mødte mens hun arbejdede i køkkenet i det omrejsende Cirkus Benneweis, hvor Fritz Belli var elektriker. Fritz Belli var søn af Aloysius Belli, kaldet Louis, der var svoger til Meta Belli, der drev Cirkus Belli frem til sin død i 1953, hvorefter indehaveren af Cirkus Benneweis, Eli Benneweis, senere købte Cirkus Belli. Her fulgte Fritz Belli angiveligt med blandt personalet og fortsatte hos Cirkus Benneweis efter Cirkus Bellis ophør i 1957.

## Privatliv

### Barndom og ungdom
Peter Belli blev født på et toilet i Kiel i Tyskland under Anden Verdenskrig. Her arbejdede hans mor, Bodil Elisabeth Brandt, på en konservesfabrik, og hun fik Peter med en fransk tvangsarbejder, Louis Plaisant, som Peter aldrig nåede at møde. Krigen sendte moren hjem til Danmark, hvor Peter voksede op i Holte. Moren fik arbejde i Cirkus Benneweis, hvor hun blev forelsket i Fritz Maximilian Aliysius Belli, som ud over at give Peter et nyt efternavn, også skulle vise sig at vende op og ned på hans tilværelse. "Han var desværre ikke god ved min mor. Han var en hård banan. Han drak meget, og alkoholen fik ham til at blive beskidt", var Peters egen beskrivelse af sin stedfar.
Peter legede sig gennem mange ting for at lukke mørket ude og holde fast i det gode, der var at holde fast i. Selv når moderen fik tæv, eller han selv blev slået. Peter beskrev det med: "Så har du mulighed for at komme videre. Hvis du ikke holder fast, så falder du og slår dig gevaldigt". På de værste dage stod han ved et træ i haven og bad til Gud om, at hans rigtige far ville komme fra Frankrig for at besøge ham. Han øvede sig i at sige "bonjour, papa" på fransk.
En række småjob blev en flugt fra det hårde liv i hjemmet, blandt andet som mælkedreng, hvor den musikalske mælkemand, John, sang duetter med den uge Peter og gav ham en mundharpe, som fulgte Peter hele livet. Da han var 12 år, fik stedfaren en fængselsdom for bedrageri. I den efterfølgende tid blev moderen skilt fra stedfaren, og der fulgte nogle roligere år. Som 14-årig meldte Peter sig selv ud af skolen, fordi han var skoletræt. Derefter fik han prøvet flere forskellige jobmuligheder. Først ville han være cirkusartist, men det kostede penge, og derfor var det ikke en mulighed. Herefter fik han en del syv til fire jobs, men det havde han for meget energi til, og fandt det, efter eget udsagn, også for kedeligt. Hans mor mente, at han skulle være landmand, men det var heller ikke nogen succes. Derefter kom han i lære som frisør, men også uden held. Til sidst blev det til en læreplads hos en farvehandler, hvilket heller ikke det blev til noget. Peter havde altid selv haft en fornemmelse af, at han ville være noget indenfor underholdning, og søgte derfor ind til Saga som scenearbejder og alt-mulig-mand. Her havde han en god tid, og endelig havde han fundet noget, som interesserede ham.
Da Peter Bellis stedfar blev løsladt igen, opsøgte han Belli og moderen. Hun var skrækslagen, men i mellemtiden var der sket noget med Belli. Noget havde forandret sig. For første gang kom der noget voldeligt op i ham, forklarede han i dokumentaren fra 2016 om sig selv i TV 2. En dag, da han så han stedfaren komme ind ad havelågen gik han ud og bankede ham med en stor nøddetræskæp. Derefter sagde han: "Hvis du nogensinde viser dig igen, så slår jeg dig ihjel." Så vidste stedfaren, at han aldrig skulle komme der mere.
En dag kom Peter Belli hjem og fandt sin bedste ven i seng med sin mor. Da han vendte tilbage dagen efter, blev han smidt på gaden af moren. Derefter var han fast besluttet på, aldrig at se moderen eller vennen igen. I stedet handlede det nu om at blive noget ved musikken.

### June
Selvom Peter Belli i den grad var attraktiv for det modsatte køn med sit lange hår og scenetække, så faldt kærligheden på plads på en tivoliplads i Løgumkloster. Belli var på turne med sit band og på grund af en forsinkelse med ankomst af orkestret til et omrejsende tivoli, de skulle optræde i, lovede han tivoliejeren, at ville køre dødsdrom i den næste by de kom til. Det var i Juelsminde og det blev en succes, der blev gentaget i Løgumkloster.
16-årige Vera June Dennow (1948-2024), datter af tivolis sandsigerske, Corinta – Laura Eli Korintha Dennow, født Meggele (1912-1990) – og artisten Karlo Egon Dennow (død 1986), havde hørt om den langhårede musiker, der troede, at han kunne køre dødsdrom. Det lød så fjollet, at hun blev nødt til at se det med egne øjne. Peter Belli fik øje på hende i menneskemængden. Det var den 17. august 1965 og blev kærlighed ved første blik. Juleaften blev Peter Belli og June Dennow hemmeligt forlovet og knap to år senere, den 9. august 1967, blev de viet under åben himmel i en skov ved Sandbjerg i Nordsjælland.
I de efterfølgende år stiftede June og Peter Belli familie og fik tre børn sammen  Chano (1973-), Michel (1974-) og Natasja (1976-). De boede i mange år i campingvogn og kunne tage børnene med rundt i landet, hvor de blandt andet rejste med Junes bror, Ronald Dennovs Festival Tivoli.
I 1982 købte parret et hus i Hvidovre. Peter måtte tage alene ud og synge til singback (hvor musikken er indspillet uden solistens sang) med et transportabelt musikanlæg, for at få økonomien til at hænge sammen. Det endte med stress, depression og et mislykket selvmordsforsøg ved Køge Bugt. June havde indset, hvor langt ude han var og med sit kendskab til skydevåben fra skydetelte i tivoli, havde hun filet slagstiften på pistolen ned, så det blev kun til et klik. Hun havde reddet hans liv.
June og Peter Belli fejrede guldbryllup i Løgumkloster i 2017.

## Udvalgt filmografi

### Spillefilm
| År   | Titel                     | Rolle                        | Noter |
| ---- | ------------------------- | ---------------------------- | ----- |
| 1963 | Støv for alle pengene     | med til at bære sofa ind     |       |
| 1967 | Thomas er fredløs         | indianeren                   |       |
| 1976 | Den dobbelte mand         | Mikael Mortensen             |       |
| 1991 | Høfeber                   | fabrikant Ehrlers            |       |
| 1996 | Den attende               | busguide                     |       |
| 2001 | Et rigtigt menneske       | politiassistent Cedergreen   |       |
| 2001 | Flyvende farmor           | Kaptajn på M/F Kong Frederik |       |
| 2004 | Tid til forandring        | Johnny                       |       |
| 2005 | Bølle Bob og Smukke Sally | Valde Underbid               |       |
| 2019 | Koko-di Koko-da           |                              |       |

### Serier
| År        | Titel               | Rolle       | Noter          |
| --------- | ------------------- | ----------- | -------------- |
| 1990-91   | Ugeavisen           | Arne From   |                |
| 1995      | Fæhår og Harzen     | bingovært   | afsnit 6       |
| 1997-2000 | TAXA                | Hardy       | afsnit 55 & 56 |
| 2001-03   | Langt fra Las Vegas | Frits Minkø | afsnit 29      |

### Stemme til tegnefilm og animationsfilm
| År   | Titel                             | Rolle                      | Noter                 |
| ---- | --------------------------------- | -------------------------- | --------------------- |
| 1978 | Bennys Badekar                    | blæksprutten               |                       |
| 1981 | Pelle Haleløs                     |                            |                       |
| 1990 | Luftens helte                     | Orangutangen Louie         | flere korte tegnefilm |
| 1994 | Løvernes Konge – 1994             | mandrillen Rafiki          |                       |
| 1998 | Løvernes Konge 2: Simbas stolthed | mandrillen Rafiki          |                       |
| 2002 | Magnus og Myggen                  | Konrad Kat                 |                       |
| 2004 | Stor Ståhaj                       | Don Feinberg               |                       |
| 2008 | Rejsen til Saturn                 | Saturns diktatoriske leder |                       |

## Diskografi
| - Move On/Got Love If You Want It, single 1964 - Roll Over Beatles/Should I Ever Love Again, single 1965 - Helt Igennem Respektabel, single 1965 - Ulven Peter/I avisen, single 1966 - Hvis Jeg Nu Var Arbejdsløs/Kom med mig, single 1967 - Ob-la-di, ob-la-da, 1968 - Tapre Bjørn, single 1969 - Bliv væk fra vores kvarter, single 1970 - Peter Belli, 1971 - Peter Belli & Søn, 1974 - Peter Belli's største succes'er, 1974 - Det bli'r aldrig som det var i..., 1975 - Peter og Ulvene (som Peter Belli og Ulvene), 1976 - Peter Belli & Ulvene Live, 1976 - Nu er det blevet hårde tider, 1977 - Sådan er mit liv, 1977 - Jeg lever for musik, 1978 - Sådan som du er, 1979 - Peter Belli's 20 års jubilæum, 1980 | - Peter Belli's bedste 1965-1970, 1980 - Er det sådan?, 1981 - Kære gamle tog, 1981 - Fræk og følsom, 1981 - Belli's allerbedste, 1981 - Tænk hvad jeg ser, 1982, - Sort på hvidt, 1983 - Jeg er som jeg er, 1984 - Roll over Beatles (med Les Rivals), 1987 - Ta' det med et smil, 1987 - Yeah, 1991 - Ribbet og flået, 1992 - Ulven Peter de 34 største hits, 1993 - Rock and Roll Live (som Peter Belli og De nye rivaler), 1994 - Peter & Ulvene - Live fra Hit House (som Peter Belli og Ulvene), 1996 - Talisman, 1997 - Helt igennem respektabel – Peter Belli 1959 – 1999, 1999 - The Collection, 2000 - Ny dag på vej, 2001 | - Peter Belli synger julens sange, 2001 - The Beat years 1964 – 1968, 2002 - Ulven Peter, 2002 - Got Masters If You Want It, 2003 - Hit House Reunion, 2003 - Konger for en aften, 2003 - Når timerne bli'r små, 2004 - Sange fra blomstersengen, 2005 - To til en vals, 2005 - Ingen regning, 2006 - Peter Belli – Den Store Peter Belli Boks – De Første 25 År 1964-1989, 2006 - Rock n Soul Music: The Memphis Album, 2007 - Dejlige danske, 2007 - 1968-1973, 2008 - Rejsende i rock'n'roll - Live 1959-2009, 2009 - Mariehønen evigglad (med Karen Mukupa), 2010 - Underværker, 2011 - Evig & altid, 2013 - Som boblerne i bækken, 2016 |